# Every Which Way But Loose
Every Which Way But Loose é um filme estadunidense de 1978 do gênero "Comédia de Ação", lançado pela Warner Brothers, produzido Robert Daley e dirigido por James Fargo. Estrela Clint Eastwood. Devido a grande popularidade que o filme atingiu, em 1980 foi feita uma sequência com o nome Any Which Way You Can.

## Elenco
- Clint Eastwood ... Philo Beddoe
- Sondra Locke ... Lynn Halsey-Taylor
- Geoffrey Lewis ... Orville Boggs
- Beverly D'Angelo ... Echo
- Walter Barnes...Tank Murdock

## Sinopse
Philo Beddoe é um motorista de caminhão de uma oficina localizada no Vale de São Fernando, na Califórnia. Ele mora numa casa com seu melhor amigo Orville Boggs e sua mãe Ma Philo, além do mascote orangotango chamado Clyde. Philo ganhou o animal numa luta de rua, "esporte" que ele é aficcionado e no qual é praticamente invencível. Somente o renomado "Tank Murdock" parece ser bom o suficente para vencê-lo.
Em busca de uma paquera num bar com música ao vivo chamado Palomino, Philo se interessa pela cantora country Lynn Halsey-Taylor. Os dois se relacionam durante um tempo, até que a moça desaparece sem avisá-lo. Philo acha que Lynn está com problemas com um antigo namorado e vai atrás dela, chegando à Denver, Colorado. No caminho é perseguido por dois policiais com quem brigara num bar, e uma gangue de motociclistas chamada "Viúvas Negras". No final, a luta contra Tank Murdock.